# 13-я моторизованная дивизия (вермахт)
13-я моторизованная дивизия (нем. 13. Infanterie-Division (mot.)) — тактическое соединение сухопутных войск вооружённых сил нацистской Германии. Принимала участие во Второй мировой войне. Она была сформирована в 1934 году как  13-я пехотная дивизия (13. Infanterie-Division). В 1937 году дивизия стала моторизованной (13-я моторизованная дивизия). Она приняла участие в Польской кампании (1939) и французской кампании 1940 г.. Осенью 1940 г. дивизия была переформирована в 13-ю танковую дивизию.

## Формирование
Дивизия была сформирована в 1934 г. в Магдебурге на основе 9-го пехотного полка 3-й пехотной дивизии и 12-го пехотного полка 4-й пехотной дивизии рейхсвера. Первоначально в целях дезинформации штаб дивизии носил название «военное управление Магдебурга», затем «командир пехоты 4-й дивизии» (Infanterieführer IV). Когда в октябре 1935 г. официально было объявлено о создании вермахта, дивизия стала именоваться 13-й пехотной и была подчинена командованию 11-го корпусного округа. В состав дивизии вошли 33-й, 66-й и 93-й пехотные полки. 12 октября 1937 г. дивизия стала моторизованной (официально — 13. Infanterie-Division (mot.)), то есть 13-я моторизованная дивизия). 1 апреля 1938 г. дивизия перешла под контроль командования 14-го корпусного округа, отвечавшего за моторизованные соединения.

## Боевой путь
Во время подготовки к боевым действиям против Чехословакии во время Судетского кризиса 1938 г. 13-я моторизованная дивизия в составе 14-го армейского корпуса вошла в состав 10-й армии, развёрнутой в северной части Баварии. В ходе вторжения в Польшу в 1939 году дивизия действовала в составе того же корпуса и армии, входивших в группу армий «Юг». В ходе французской кампании 1940 г. дивизия действовала в составе 16-го армейского корпуса. 11 октября 1940 года дивизия была переименована в 13-ю танковую дивизию.

## Боевой и численный состав дивизии
Сентябрь 1939 г.
- 33-й моторизованный полк (Infanterie-Regiment 33), с 18 октября 1939 г. в составе 4-й танковой дивизии
- 66-й моторизованный полк (Infanterie-Regiment 66)
- 93-й моторизованный полк (Infanterie-Regiment 93)
- 13-й артиллерийский полк (Artillerie-Regiment 13)
- 1-й дивизион 49-го артиллерийского полка (I./Artillerie-Regiment 49)
- до декабря 1939 г. 13-й батальон АИР
- 13-й дивизион противотанковой обороны (Panzer-Abwehr-Abteilung 13)
- 13-й разведывательный батальон (Aufklärungs-Abteilung 13 (mot.))
- 13-й батальон связи (Nachrichten-Abteilung 13)
- 4-й сапёрный батальон (Pionier-Bataillon 4)
- войска подчинявшиеся командиру снабжения 13-й пехотной дивизии (Infanterie-Divisions-Nachschubführer 13)

Апрель 1940 г.
- 66-й моторизованный полк (Infanterie-Regiment 66 (mot.))
- 93-й моторизованный полк (Infanterie-Regiment 93 (mot.))
- 13-й артиллерийский полк
- 13-й противотанковый дивизион
- 13-й разведывательный батальон
- 4-й сапёрный батальон
- 13-й батальон связи
- войска снабжения 13-й моторизированной дивизии (Divisions-Nachschubtruppen 13)

## Командный состав дивизии

### Командиры дивизии
- генерал-майор (с 1 января 1937 — генерал-лейтенант) Пауль Отто (1 октября 1934 — 21 августа 1939)
- генерал-лейтенант Мориц фон Фабер дю Фаур (21 августа 1939 — 6 сентября 1939)
- генерал-лейтенант Пауль Отто (6 сентября 1939 — 31 октября 1939)
- генерал-майор (с 1 августа 1940 — генерал-лейтенант) Фридрих-Вильгельм фон Роткирх унд Пантен (1 ноября 1939 — 11 октября 1940)

## Награждённые Рыцарским крестом Железного креста
- Оскар Радван, 19.07.1940 — оберстлейтенант, командир 2-го батальона 93-го пехотного полка
- Фридрих-Вильгельм фон Роткирх унд Пантен, 15.08.1940 — генерал-лейтенант, командир 13-й пехотной моторизованной дивизии